# Подрумче
Подрумче (болг. Подрумче) — село в Болгарии. Находится в Кырджалийской области, входит в общину Крумовград. Население составляет 395 человек.

## Политическая ситуация
В местном кметстве Подрумче, в состав которого входит Подрумче, должность кмета (старосты) исполняет Мюмюн Раиф Мюмюн (Движение за права и свободы (ДПС)) по результатам выборов правления кметства.
Кмет (мэр) общины Крумовград — Себихан Керим Мехмед (Движение за права и свободы (ДПС)) по результатам выборов в правление общины.